# Pattinaggio di velocità ai XXIII Giochi olimpici invernali - Mass start femminile
La gara della mass start femminile di pattinaggio di velocità dei XXIII Giochi olimpici invernali di Pyeongchang si è svolta il 24 febbraio 2018 sulla pista dell'ovale di Gangneung a partire dalle ore 20:00 (UTC+9).
La pattinatrice giapponese Nana Takagi ha conquistato la medaglia d'oro, mentre l'argento e il bronzo sono andati rispettivamente alla sudcoreana Kim Bo-reum e all'olandese Irene Schouten.

## Risultati

### Semifinali

#### Semifinale 1
| Pos. | Atleta                 | Nazione       | Punti | Tempo   | Note |
| ---- | ---------------------- | ------------- | ----- | ------- | ---- |
| 1    | Francesca Lollobrigida | Italia        | 68    | 8'54"19 | Q    |
| 2    | Guo Dan                | Cina          | 43    | 8'54"20 | Q    |
| 3    | Keri Morrison          | Canada        | 21    | 8'54"25 | Q    |
| 4    | Irene Schouten         | Paesi Bassi   | 5     | 8'54"94 | Q    |
| 5    | Nana Takagi            | Giappone      | 5     | 8'55"14 | Q    |
| 6    | Kim Bo-reum            | Corea del Sud | 4     | 9'22"21 | Q    |
| 7    | Mia Manganello         | Stati Uniti   | 1     | 8'54"52 | Q    |
| 8    | Maryna Zueva           | Bielorussia   | 0     | 8'54"38 | Q    |
| 9    | Elena Rigas            | Danimarca     | 0     | 8'54"39 |      |
| 10   | Laura Gómez            | Colombia      | 0     | 8'54"99 |      |
| 11   | Magdalena Czyszczoń    | Polonia       | 0     | 8'56"66 |      |
| 12   | Ramona Härdi           | Svizzera      | 0     | DNF     |      |

#### Semifinale 2
| Pos. | Atleta                 | Nazione       | Punti | Tempo   | Note |
| ---- | ---------------------- | ------------- | ----- | ------- | ---- |
| 1    | Nikola Zdráhalová      | Rep. Ceca     | 60    | 8'32"22 | Q    |
| 2    | Annouk van der Weijden | Paesi Bassi   | 40    | 8'32"31 | Q    |
| 3    | Li Dan                 | Cina          | 24    | 8'32"49 | Q    |
| 4    | Claudia Pechstein      | Germania      | 5     | 8'35"59 | Q    |
| 5    | Heather Bergsma        | Stati Uniti   | 5     | 8'38"19 | Q    |
| 6    | Francesca Bettrone     | Italia        | 5     | 8'38"69 | Q    |
| 7    | Saskia Alusalu         | Estonia       | 3     | 8'35"58 | Q    |
| 8    | Luiza Złotkowska       | Polonia       | 3     | 9'08"41 | Q    |
| 9    | Park Ji-woo            | Corea del Sud | 1     | 8'33"43 |      |
| 10   | Ivanie Blondin         | Canada        | 1     | 8'53"92 |      |
| 11   | Tacjana Michajlava     | Bielorussia   | 0     | 8'33"93 |      |
| 12   | Ayano Sato             | Giappone      | 0     | DNF     |      |

### Finale
| Pos.    | Atleta                 | Nazione       | Punti | Tempo   | Note |
| ------- | ---------------------- | ------------- | ----- | ------- | ---- |
| Oro     | Nana Takagi            | Giappone      | 60    | 8'32"87 |      |
| Argento | Kim Bo-reum            | Corea del Sud | 40    | 8'32"99 |      |
| Bronzo  | Irene Schouten         | Paesi Bassi   | 20    | 8'33"02 |      |
| 4       | Saskia Alusalu         | Estonia       | 15    | 8'47"46 |      |
| 5       | Li Dan                 | Cina          | 6     | 8'50"48 |      |
| 6       | Maryna Zueva           | Bielorussia   | 3     | 8'41"73 |      |
| 7       | Francesca Lollobrigida | Italia        | 1     | 8'33"30 |      |
| 8       | Nikola Zdráhalová      | Rep. Ceca     | 1     | 8'41"35 |      |
| 9       | Luiza Złotkowska       | Polonia       | 1     | 8'47"34 |      |
| 10      | Guo Dan                | Cina          | 0     | 8'33"90 |      |
| 11      | Heather Bergsma        | Stati Uniti   | 0     | 8'35"80 |      |
| 12      | Keri Morrison          | Canada        | 0     | 8'41"38 |      |
| 13      | Claudia Pechstein      | Germania      | 0     | 8'41"45 |      |
| 14      | Annouk van der Weijden | Paesi Bassi   | 0     | 8'42"19 |      |
| 15      | Mia Manganello         | Stati Uniti   | 0     | 8'54"40 |      |
| 16      | Francesca Bettrone     | Italia        | 0     | 9'04282 |      |